# València a l'Imperi Espanyol
Amb l'adveniment de l'Imperi Espanyol al segle xvi, València va perdre la posició hegemònica respecte de l'economia que havia tingut a la centúria anterior. El descobriment d'Amèrica va canviar els eixos de la política internacional i l'arribada massiva d'argent indià va transformar l'escala de les coses. València va quedar com a capital regional d'un comerç que majorment ja no es negocia a la seua llotja.

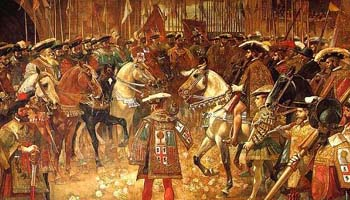
La pau de les Germanies, oli sobre llenç, per Marcelino Unceta.

L'entrada de València en l'època moderna va estar marcada per un fet traumàtic: la revolta de les Germanies, una vertadera guerra civil que va enfrontar la societat valenciana: d'una part, els artesans i llauradors, el baix clergue i alguns membres de la petita burgesia, i davant la noblesa i l'alt clergue —amb els seus vassalls moriscs— i la burgesia benestant. Després d'una primera etapa (1519-1520) en què la Germania prengué el control de la ciutat i va establir encertades mesures de govern, el procés es va radicalitzar. Les tropes agermanades van aconseguir en un principi algunes victòries militars, però finalment van ser derrotades i els seus líders passats per les armes, de manera que hi hagué una severa repressió.
Des de l'acabament del segle XV actuava a València el tribunal de la Inquisició, el principal objectiu del qual era la persecució dels jueus conversos que seguien practicant en secret la seua antiga religió. En pocs anys el Sant Ofici va aconseguir crear un clima de terror a la ciutat, en particular sobre la comunitat jueva, en actuar sobre destacats membres de la societat, com la família de l'humanista Joan Lluís Vives.
Les idees humanistes i els corrents estètics renaixentistes que bullen a Europa van arribar a València per estos anys, però van ser cultivats tan sols dins el restringit cercle cortesà vinculat a la cort virregnal i no van arribar a la societat. Així mateix, a les idees religioses protestants se'ls va contraposar la ideologia contrareformista, postulada per personatges de la talla del patriarca Ribera, promotor del Col·legi del Corpus Christi. En l'àmbit cultural, la ciutat va viure un procés de castellanització, especialment encoratjat per la cort virregnal de Germana de Foix. Importants obres literàries es van traduir a esta llengua, com El Cortesà, de Lluís Milà, o la Història de València, de Pere Antoni Beuter.